# Gelucourt
Gelucourt là một xã trong vùng Grand Est, thuộc tỉnh Moselle, quận Château-Salins, tổng Dieuze. Tọa độ địa lý của xã là 48° 45' vĩ độ bắc, 06° 43' kinh độ đông. Gelucourt nằm trên độ cao trung bình là m mét trên mực nước biển, có điểm thấp nhất là 207 mét và điểm cao nhất là 256 mét. Xã có diện tích 12,34 km², dân số vào thời điểm 1999 là 224 người; mật độ dân số là 18 người/km². Xã nằm về phía đông của Metz.

## Thông tin nhân khẩu
| 1962 | 1968 | 1975 | 1982 | 1990 | 1999 |
| ---- | ---- | ---- | ---- | ---- | ---- |
| 239  | 251  | 260  | 272  | 243  | 224  |